# Taskiria mccubbini
Taskiria mccubbini är en nattsländeart som beskrevs av Arturs Neboiss 1977. Taskiria mccubbini ingår i släktet Taskiria och familjen Kokiriidae. Inga underarter finns listade i Catalogue of Life.